# FIM-43 Redeye
FIM-43 Redeye – przenośny przeciwlotniczy zestaw rakietowy pierwszej generacji, samonaprowadzający na podczerwień, produkowany w Stanach Zjednoczonych przez General Dynamics w latach 60. XX wieku. Do zakończenia jego produkcji, wyprodukowano 85 000 egzemplarzy – produkcję przerwano we wrześniu 1969 roku, w związku z przewidywanym rozpoczęciem produkcji zestawu Redeye II, który to projekt w późniejszym czasie przerodził się w zestaw FIM-92 Stinger.    

## Użytkownicy
- Afganistan/Mudżahedini (50 szt.),
- Arabia Saudyjska (500 szt.),
- Australia (260 szt.),
- Czad (130 szt.),
- Dania (243 szt.),
- Grecja (500 szt.),
- Izrael (1.382 szt.),
- Jordania (300 szt.),
- Niemcy (1.400 szt.),
- Nikaragua/Contras (300 szt.),
- Somalia (300 szt.),
- Sudan (25 szt.),
- Szwecja (1.083 szt.),
- Tajlandia (200 szt.),
- Turcja (789 szt.),
- Stany Zjednoczone.